# Wacław Scaewola-Wieczorkiewicz
Wacław Scaewola-Wieczorkiewicz, poljski general, * 1890, † 1969.